# Enemy Lines
Ne doit pas être confondu avec En territoire ennemi.
Pour plus de détails, voir Fiche technique et Distribution.
Enemy Lines est un film de guerre britannique réalisé par Anders Banke et sorti en 2020 directement en vidéo.

## Synopsis
En 1943, la Seconde Guerre mondiale dure depuis déjà quatre ans pour les Britanniques, mais les États-Unis les ont rejoints dans la lutte contre le Troisième Reich et commencent à préparer la libération de l'Europe. Le général américain McCloud (Corey Johnson), des opérations spéciales, vient voir son homologue britannique, le colonel Preston (John Hannah) pour lui demander son aide afin de monter une mission à hauts risques derrière les lignes ennemies. En Pologne occupée, la résistance locale surveille un éminent savant, le docteur Alexander Fabien (Paweł Deląg), que les SS obligent à mener pour eux ses recherches sur les carburants solides et la propulsion des missiles. Ses recherches pourraient bien changer le cours de la guerre et précipiter la Victoire, si on le délivrait des Nazis et qu'il mettait ses travaux au service des Alliés. Mais les Américains ne peuvent organiser la mission tous seuls, ils ont besoin de la logistique et des contacts en Europe des Britanniques. Le colonel Preston accepte la proposition, et une unité mixte est constituée : le sergent Davidson (Tom Wisdom) et ses hommes, des commandos britanniques, sont placés sous les ordres d’un officier américain, le major Kaminski (Ed Westwick), de l’United States Marine Corps. Kaminski a été choisi pour cette mission car, fils d’un immigrant polonais, il parle couramment la langue. Cela lui sera très utile pour contacter les résistants qui doivent aider le commando à quitter la Pologne, une fois le docteur délivré.
La mission débute de manière nominale : grâce à leurs contacts en Suède neutre, les Britanniques trouvent un patron pêcheur qui accepte de prendre le commando sur son chalutier pour lui faire traverser la mer Baltique jusqu'à la côte polonaise. Kaminski et ses hommes partent ensuite à pied, à travers les forêts enneigées, afin de rejoindre le docteur. La situation se dégrade ensuite : la maison isolée où le docteur Fabien est retenu prisonnier, avec sa femme Kalina et sa petite fille Irena, est gardée par beaucoup plus de soldats allemands que prévu. Kaminski et ses hommes donnent l’assaut et massacrent toute la garnison, mais un officier SS parvient à tuer Kalina. Le commando repart, désormais accompagné du docteur et d’Irena, brisés de douleur, prenant le chemin du retour en Angleterre. 
Ils feront face à de nombreuses difficultés. Outre la neige, le froid, et toutes les troupes nazies de la région qui les recherchent, ils sont suivis à la trace par un commando soviétique qui a la même mission qu'eux : s’emparer du docteur et le ramener en URSS. De nombreuses poursuites et fusillades dans la neige s’ensuivent. Grâce au sacrifice des résistants polonais et des soldats britanniques, et avec l’aide inattendue des Soviétiques, Kaminski, seul survivant du commando, parviendra à mettre le docteur Fabien et sa fille dans l’avion venu les sauver.
Le film se termine deux ans plus tard, en 1945, aux États-Unis où le docteur Fabien et Irena mènent désormais une vie paisible, ne manquant de rien. Le docteur travaille avec d'autres scientifiques au centre de recherches de Los Alamos où un nouveau prototype de bombe est en construction. En effet, après sa libération des mains des Nazis, il avait révélé à Kaminski et ses hommes qu’il ne connait rien aux missiles. Ses recherches portent en fait sur la fission de l’atome.

## Fiche technique
- Titre : Enemy Lines
- Réalisation : Anders Banke[1]
- Scénario : Michael Wright[1], d'après une histoire de Tom George[2]
- Musique : Philippe Jakko[1]
- Direction artistique :
- Décors :
- Costumes :
- Photographie : Chris Maris[2]
- Son : Olga Molchanova Reed[2]
- Montage : Rupert Hall[1]
- Production : Tom George, Aleksandr Kushaev, Andy Thompson[1], Viktor Drazdov, Yury Gromik, Nadzeya Huselnikava, Constantine Samarin[2]
- Société(s) de production : Happy Hour Films, Principal Film Finance, Gaia Media[2]
- Société(s) de distribution : Front Row Filmed Entertainment (Émirats arabes unis), Good Deed Entertainment (USA), ILY FILMS (France), Meteor Film (Allemagne), Première TV Distribution (Belgique, Pays-Bas), Signature Entertainment (UK), Source 1 Media (Pays-Bas), WOWOW Cinema (Japon), levelFILM (Canada)[2]
- Budget :
- Pays de production :  Royaume-Uni
- Langue originale : anglais
- Format : couleur
- Genre : Guerre
- Durée : 92 minutes[1]
- Dates de sortie :
  - États-Unis : 24 avril 2020[2]
  - Canada : 28 avril 2020[2]

## Distribution
- Ed Westwick[1] (VF : Nessym Guetat) : le major Kaminski
- John Hannah[1] (VF : Georges Caudron) : le colonel Preston
- Tom Wisdom[1] : le sergent Will Davidson
- Corey Johnson[1] : le général McCloud
- Gary Grant : le caporal John Waites[2]
- Daniel Jillings[1] : le soldat Mick Cooper
- Scott Haining : le soldat Ben Lee[2]
- Paweł Deląg[1] : le docteur Alexander Fabien
- Maria Bondareva : Irena[2]
- Vladimir Epifantsev[1] : Petrov
- Kirill Pletnyov : Bondarenko[2]
- Patrik Karlson[1] : le capitaine Karlson
- Ekaterina Vladimirova : Sara[2]
- Andrey Karako : Stanek[2]
- Jean-Marc Birkholz[1] (VF : Jean-Marco Montalto) : Lehmann
- Svetlana Anikei : Kalina[2]
- Ruslan Chernetskiy : le capitaine Peters[2]

## Accueil
Les critiques sont globalement négatives. Le film récolte un score de 20% sur Rotten Tomatoes. On lui reproche en particulier que la violence ne masque pas le manque d'originalité, avec une forte inspiration du film de Quentin Tarantino Inglourious Basterds, le visible manque de moyens et le jeu peu inspiré des acteurs.